# Talon im Kampf gegen das Imperium
Talon im Kampf gegen das Imperium ist ein US-amerikanischer Fantasyfilm aus dem Jahr 1982. Der Film ist das Regiedebüt von Albert Pyun und startete am 30. April 1982 in den deutschen Kinos.

## Inhalt
Der junge Talon ist der Sohn von König Richard und musste dessen Ermordung im Auftrag von Cromwell beiwohnen. Cromwell reißt nun die Macht über das Königreich an sich. Talon kann fliehen und wächst zu einem Mann heran. Eines Tages kann er Alana vor einer Vergewaltigung retten. Sie bittet ihn, ihren Bruder Mikah aus den Händen Cromwells zu befreien. Im Verlaufe dieser Rettungsaktion geraten Talon als auch Alana unabhängig voneinander in die Hände Cromwells. Mit Hilfe des einst von Cromwell verratenen Hexenmeisters Xusia kann Cromwell besiegt werden.

## Auszeichnungen
Darsteller Richard Lynch erhielt 1983 einen Saturn Award als Bester Nebendarsteller. In fünf weiteren Kategorien erhielt der Film Nominierungen.

## Kritik
Das Lexikon des internationalen Films schrieb, dass der Film von „einfallsloser Action-Dramaturgie“ geprägt sei und er keine „auch nur im entferntesten plausible Geschichte“ zu bieten habe.

## Fortsetzung
Im Jahr 2010 inszenierte Pyun mit The Sword and the Sorcerer 2 eine späte Fortsetzung des Films. Lee Horsley ist erneut in der Rolle des Talon zu sehen. Weitere Rollen übernahmen Kevin Sorbo, Ralf Moeller sowie Michael Paré.